# Matinee
Eine Matinee oder auch Matinée (vom französisch matinée für „Vormittag“) ist eine künstlerische Veranstaltung, die am Vormittag oder auch (frühen) Nachmittag stattfindet oder beginnt. Entgegen der wörtlichen Bedeutung im Französischen wird das Wort also in einem erweiterten Sinn oft für jede künstlerische Veranstaltung verwendet, die zu früh am Tag stattfindet, um eine Soirée zu sein.

## Arten
Eine Matinee kann zum Beispiel ein Konzert, eine Vernissage, eine Theater- oder Filmaufführung oder auch eine Diskussionsveranstaltung sein. Bei einer Einführungsmatinee zu einer Neuinszenierung wird das Stück (Inszenierung, Ensemble) wenige Tage vor der Premiere dem Publikum vom Regisseur (Dirigent, Choreograf, Dramaturg oder Bühnenbildner), auch mit künstlerischen Beiträgen, vorgestellt.
Das enzyklopädische Lexikon von Meyers aus dem Jahr 1905 beschreibt es so: Matinée (franz., Morgenzeit), eine Morgenunterhaltung, besonders musikalische. Eine Veranstaltung am Abend heißt Soiree.

## Bekannte Matineen
Eine bekannte Matinee ist das Neujahrskonzert der Wiener Philharmoniker, das jedes Jahr am 1. Januar stattfindet. 